# Камалетдинов, Рустем Фанюсович
Рустем Фанюсович Камалетдинов (род. 30 июня 1972) — советский и российский хоккеист, защитник. Тренер.
Воспитанник уфимского хоккея. В первенстве СССР начинал играть в команде первой лиги «Салават Юлаев» в сезоне 1987/88. В сезонах 1992/93 — 1994/94 выступал за клуб в МХЛ. Параллельно играл за уфимские фарм-клубы «Авангард» и «Новойл». В дальнейшем выступал за команды чемпионата России и КХЛ (2008—2009) ЦСКА (1995/96, 1999/2000 — 2000/01), «Кристалл» Электросталь (1995/96 — 1998/99), «Салават Юлаев» (2001/02 — 2003/04), «Химик» Воскресенск (2004/05, 2007/08 — 2008/09), «Витязь» Чехов (2004/05 — 2005/06), ХК «Дмитров» (2006/07, первая лига), «Амур» Хабаровск (2006/07), СКА Санкт-Петербург (2007/08). Завершил карьеру в команде высшей лиги «Ермак» (2009/10).
Серебряный призёр чемпионата Европы среди юниоров 1990.
Участник турниров Еврохоккейтура 2001/02 в Чехии и России.
Тренер (2016/17 — 2019/20) и главный тренер (2020/21 — 2021/22) команды МХЛ «Русские витязи».